# Matt Wagner

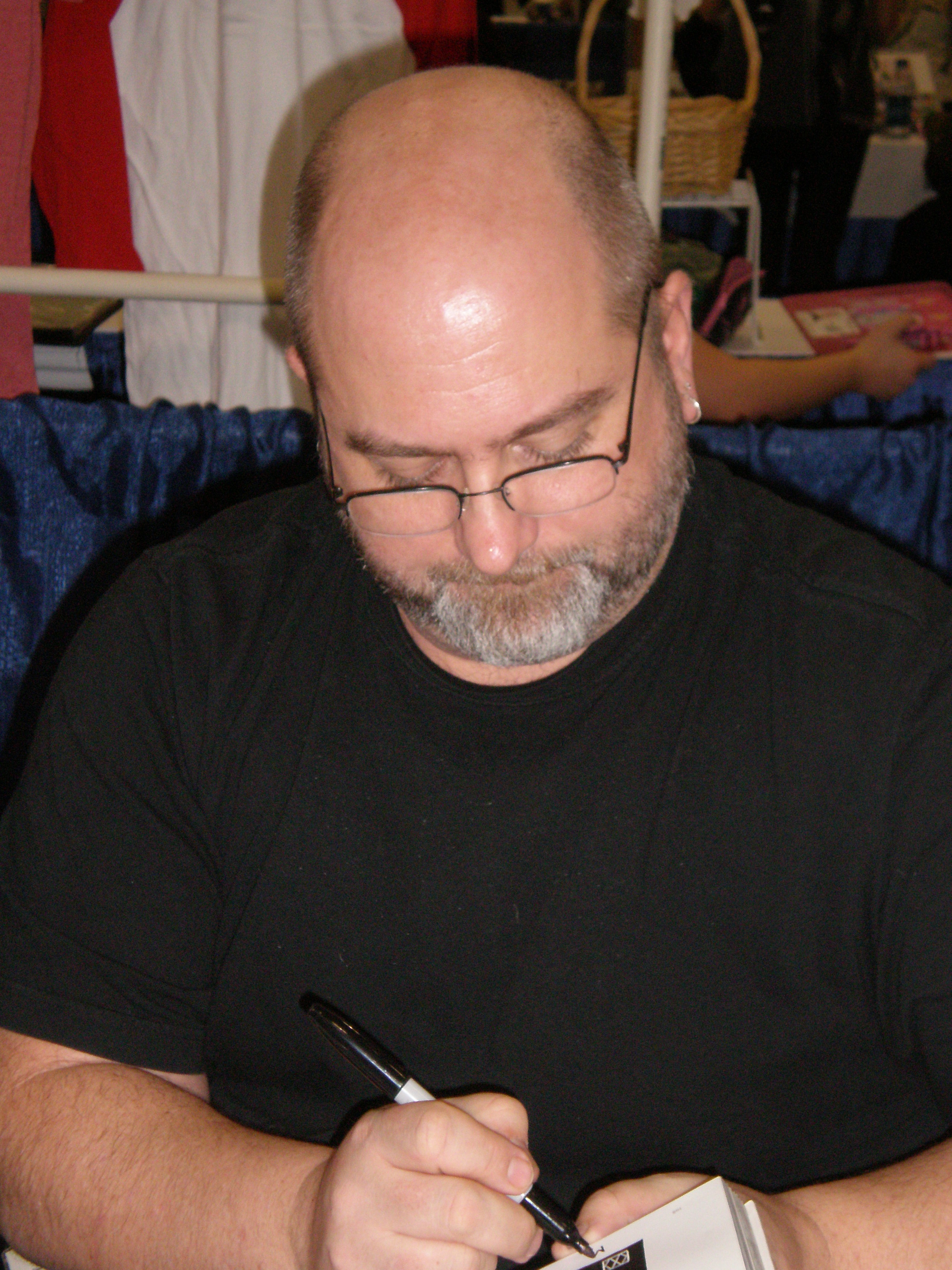
Matt Wagner (2009)

Matt Wagner (* 1961 in Pennsylvania) ist ein US-amerikanischer Comicautor und -zeichner. Wagner wurde vor allem als Schöpfer der unkonventionellen Comicserien Grendel und Mage bekannt.

## Leben und Arbeit
Wagner, der aus Pennsylvania stammt, begann Ende der 1980er Jahre als hauptberuflicher Comicautor und -zeichner zu arbeiten. Seine größten künstlerischen und kommerziellen Erfolge erreichte er in diesem Zusammenhang in den 1990er Jahren mit den von ihm selbst entwickelten und über weite Strecken selbst als Autor und Zeichner gestalteten Serien Grendel und Mage.
Darüber hinaus hat Wagner zahlreiche Projekte für den Verlag DC-Comics gestaltet: So illustrierte er für DC einige Hefte für die Serien Batman, The Demon und Sandman: Mystery Theatre und lieferte Cover-Malereien für die Serie Green Arrow. Hinzu kamen Arbeiten als Autor und Zeichner an der dreiteiligen in der Serie Legends of the Dark Knight als Ausgaben #21 bis #23 veröffentlichten Geschichte „Faces“, sowie an den Miniserien Batman and the Mad Monk (2006–2007), Batman and the Monster Men (2006), Doctor Mid-Nite (1999), Batman/Riddler: The Riddle Factory und Trinity: Batman/Superman/Wonder Woman.
Wagner lebt gegenwärtig mit seiner Frau Barbara Schutz und seinen beiden Kindern Brennan und Amanda in Portland im US-Bundesstaat Oregon.